# (15762) Rühmann
(15762) Ruhmann, désignation internationale (15762) Rühmann, est un astéroïde de la ceinture principale.

## Description
(15762) Ruhmann est un astéroïde de la ceinture principale. Il fut découvert le 21 septembre 1992 à Tautenburg par Freimut Börngen. Il présente une orbite caractérisée par un demi-grand axe de 2,54 UA, une excentricité de 0,22 et une inclinaison de 4,2° par rapport à l'écliptique.

## Compléments